# Tiffany Chu
Tiffany Chu (* 20. Jahrhundert in Taipei, Taiwan) ist eine taiwanisch-US-amerikanische Schauspielerin in Film und Fernsehen.

## Leben und Karriere
Tiffany Chu wurde in Taipei, Taiwan, geboren und wuchs in San José im US-Bundesstaat Kalifornien auf. Sie studierte Theater-, Film- und Medienwissenschaften an der University of California, Irvine, bevor sie zwischen 2014 und 2017 in einer Reihe von Kurzfilmen auftrat. 2018 wurde sie dann für die weibliche Hauptrolle in Artificial, einer publikumsinteraktiven Science-Fiction-Serie, bei der das Live-Publikum die Serie beeinflussen kann, besetzt. Die Serie folgt Sophie Lin, einem jungen künstlichen Menschen, der versucht, ein echter Mensch zu werden. Ein Jahr später 2019 spielte sie die Hauptrolle unter der Regie von Justin Chon in dem preisgekrönten Filmdrama Ms. Purple. 2021 besetzte sie Regisseur Josef Kubota Wladyka in seinem Thriller Catch the Fair One – Von der Beute zum Raubtier in einer der Hauptrollen neben Kali Reis und Michael Drayer. Der Film feierte seine Premiere beim Tribeca Film Festival am 13. Juni 2021.
Tiffany Chu spricht fließend Englisch und Mandarin und wurde zur Miss Taiwanese American Pageant 1st Princess gekrönt, außerdem gewann sie den Best Talent Award für das Spielen der Erhu. Darüber hinaus arbeitet Tiffany Chu als Produzentin, Regisseurin und Kreativdirektorin für mehrere Marken und Marketingkampagnen. Im Jahre 2014 inszenierte sie mit dem romantischen Drama Distant Love bereits ihren ersten Kurzfilm.

## Filmografie (Auswahl)

### Filme
- 2019: Ms. Purple
- 2021: Catch the Fair One – Von der Beute zum Raubtier (Catch the Fair One)

### Fernsehen
- 2018–2020: Artificial (Fernsehserie, 36 Episoden)
- 2019: Artificial Uncovered (Fernsehserie, eine Episode)

### Kurzfilme
- 2014: You Have Potential
- 2014: Swap
- 2014: See Me
- 2015: Sizzling Rice
- 2016: Nocturne
- 2017: Toenail
- 2019: Maelstrom
- 2023: Motherland
- 2024: Fishtank